# История Новой Зеландии

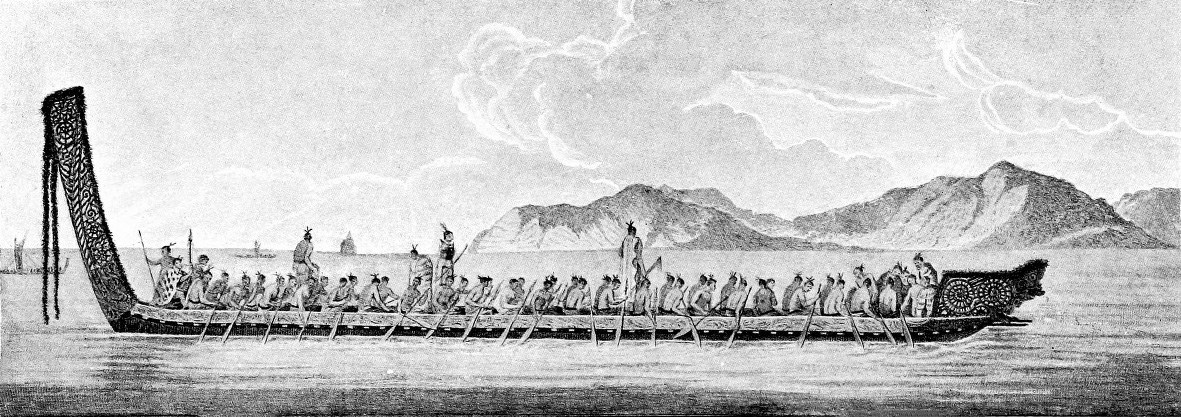
Военные каноэ маори. По преданию именно такие лодки использовали первые переселенцы из Полинезии. Рис. 1769 года

История Новой Зеландии, по разным источникам, началась около семисот лет назад. Нидерландский мореплаватель Абель Тасман стал первым европейцем, который побывал на территории Новой Зеландии. Капитан Джеймс Кук, достигший в октябре 1769 года берегов далёкой страны, стал первым европейцем, который смог объехать страну и нанести её на карту. С конца XVIII века в страну регулярно прибывают исследователи, моряки, миссионеры, торговцы и авантюристы. В 1840 году было заключено соглашение Вайтанги между Британией и маори, по условиям которого последним предоставлялись такие же гражданские права, как и британцам. Остальные века проходят в колонизации Новой Зеландии. Впоследствии внедрение европейской экономической и правовой систем приводят к обнищанию коренного населения (маори) и переходу власти к пакеха (европейцам).

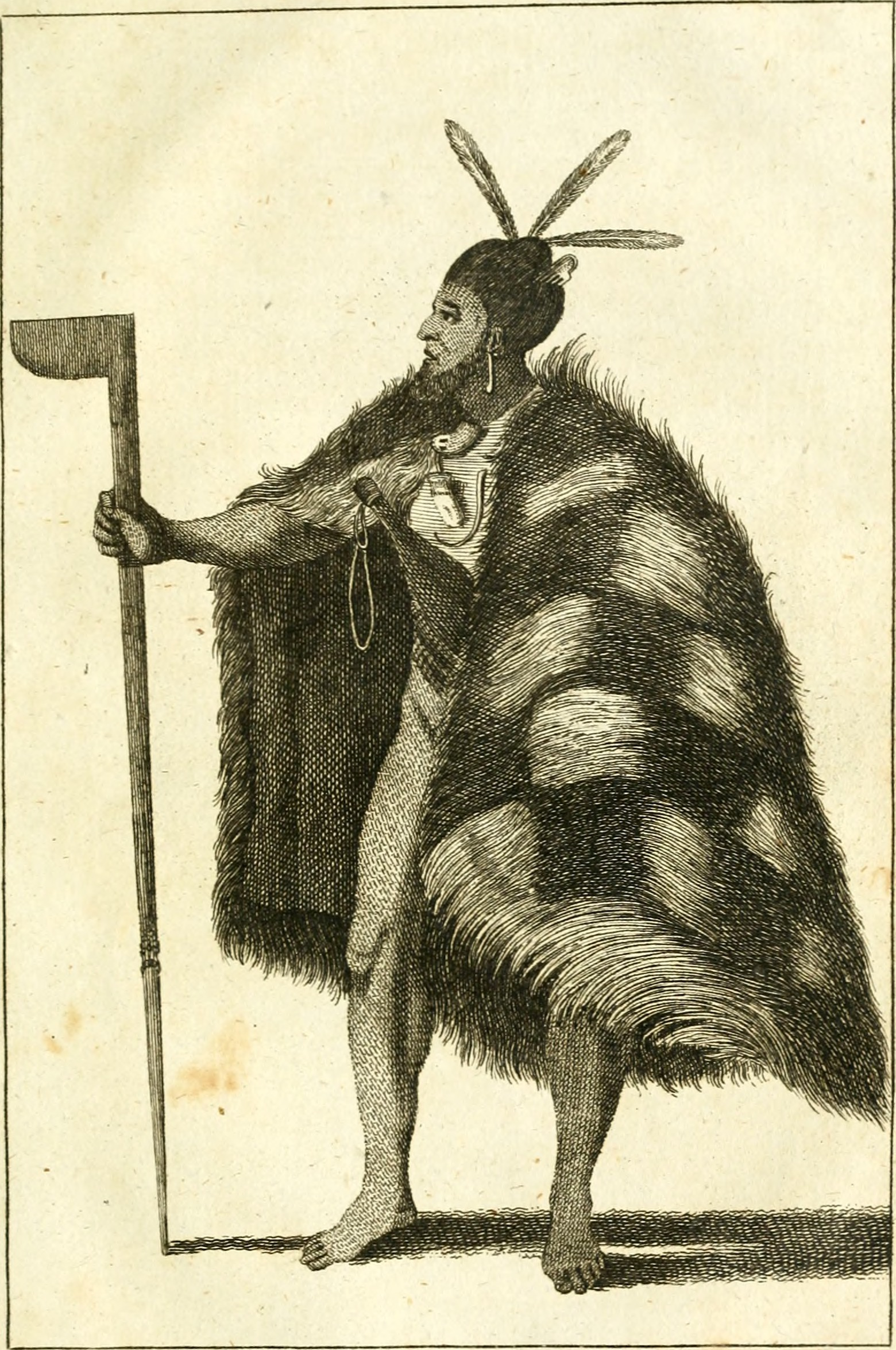
Вождь маори с боевым веслом тайаха. Рис. Дэвида Генри (1773)

С 1890 годов парламент Новой Зеландии принял ряд прогрессивных инициатив, в том числе женского избирательного права и пенсий. Страна оставалась активным членом Британской империи, 110 000 выходцев из Новой Зеландии участвовали в Первой мировой войне. После войны Новая Зеландия подписала Версальский договор и вступила в Лигу наций. Страна проводила независимую внешнюю политику, в то время как оборона страны по-прежнему контролировалась Великобританией.
С 1930 годов была урегулирована экономика и начат курс на общее благосостояние населения. В 1950-х годах началось заселение маори в крупные города, которое в свою очередь привело к массовым протестам и дополнениям к договору Вайтанги.
В 1973 году вследствие глобального энергетического кризиса экономика страны сильно пострадала. Кроме этого, был потерян крупнейший рынок сбыта новозеландских товаров — Великобритания, поскольку она присоединилась к Европейскому экономическому сообществу. В 1985 году Новая Зеландия официально становится безъядерной страной и запрещает вход в свои территориальные воды кораблей с ядерным оружием или ядерными энергетическими установками. Через два года, в 1987 году, был принят закон по признанию языка маори вторым официальным языком государства наравне с английским.

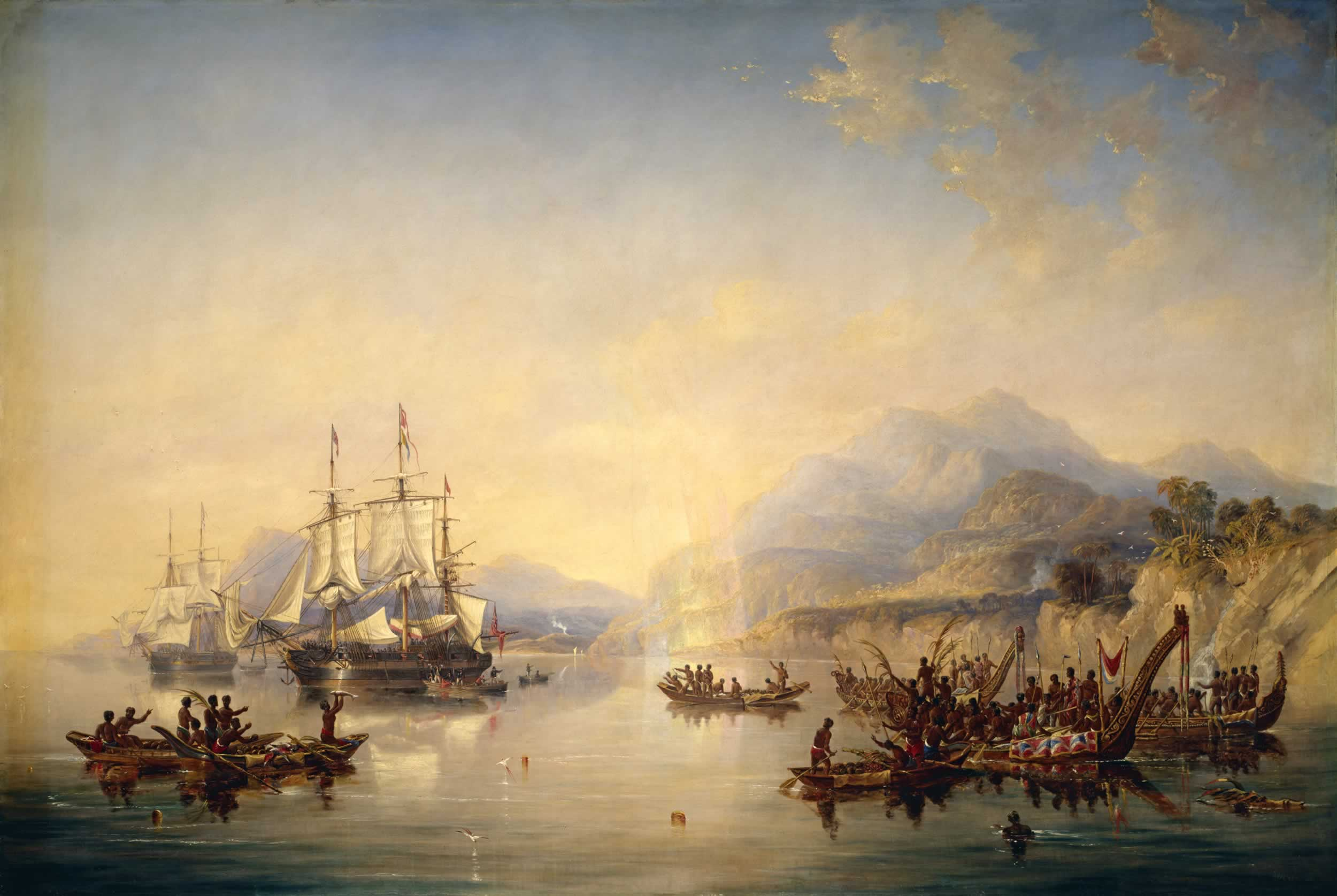
Корабли британской антарктической экспедиции «Эребус» и «Террор» у берегов Новой Зеландии (1841). Худ. Джон Кармайкл

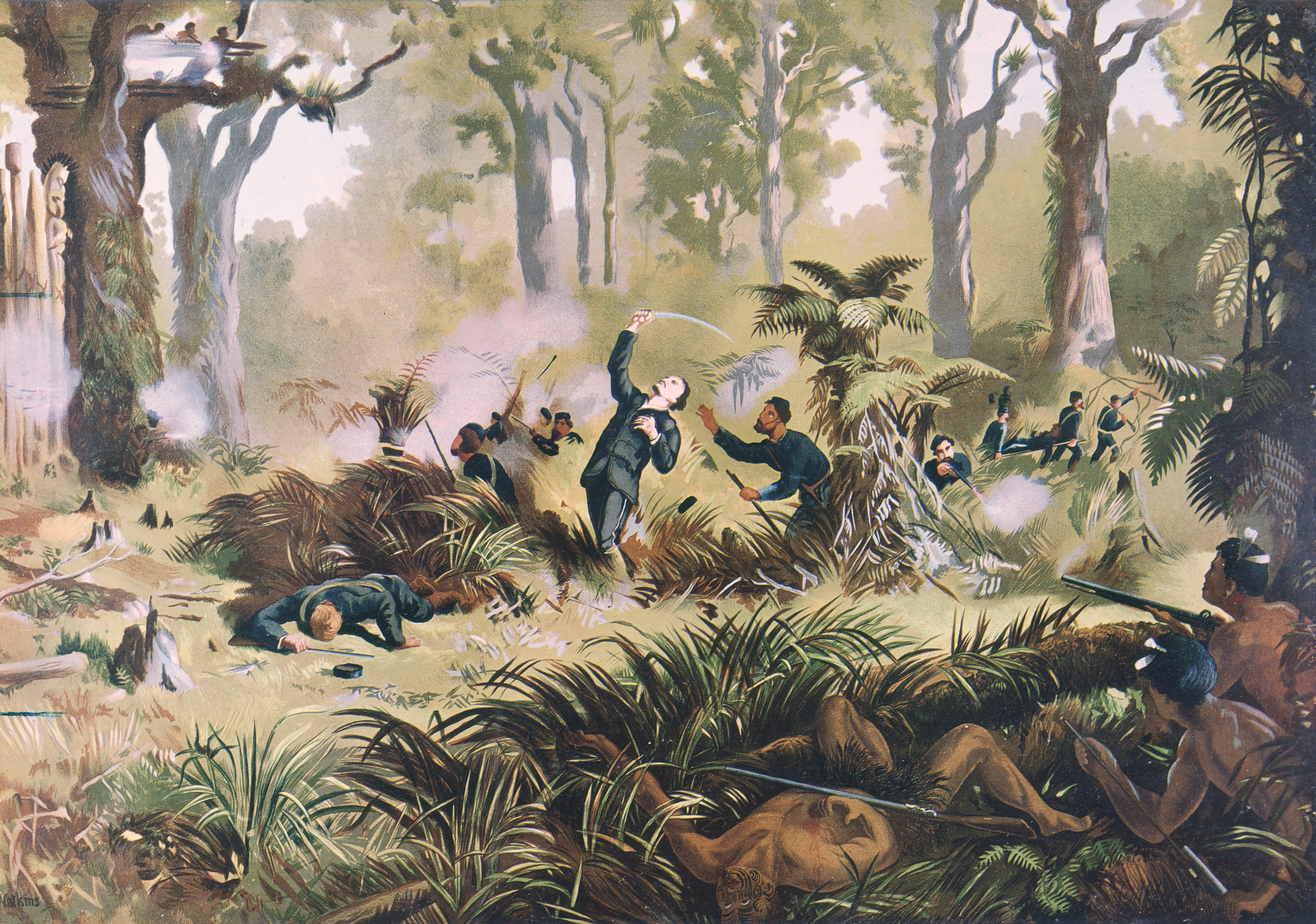
Новозеландские земельные войны. Рисунок 1868 года

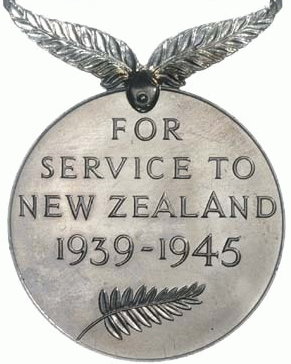
Медаль — За службу Новой Зеландии в 1939—1945 годах

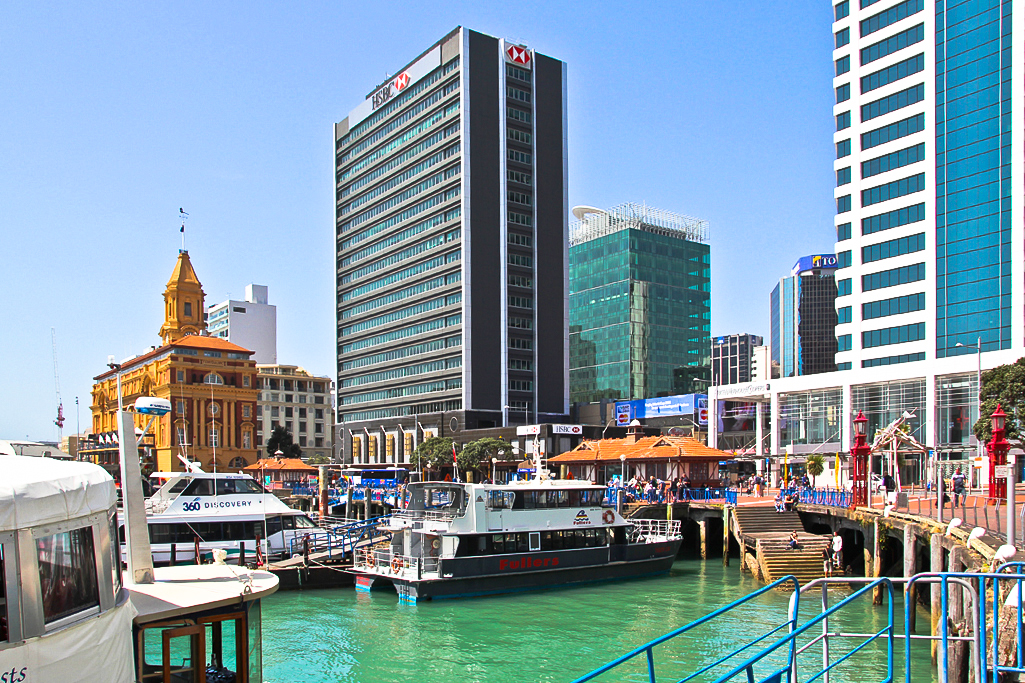
Набережная центральной части Окленда.

## Полинезийский период

Народ маори, скорее всего, являются потомками переселенцев с Тайваня в Меланезию, мигрировавших на Острова Общества, откуда часть переселенцев отправилась в Новую Зеландию

Новая Зеландия — одна из самых поздно заселённых территорий. Радиоуглеродный анализ, свидетельства обезлесения и вариабельность митохондриальной ДНК у маори позволяют сделать вывод о том, что первые восточные полинезийцы поселились здесь в 1250—1300 годах после продолжительных путешествий по южным тихоокеанским островам. Постепенно у поселенцев сформировалась собственная культура и язык, они разделились на иви (племена) и хапу (кланы), которые сотрудничали, соперничали и воевали. Часть маори мигрировала на архипелаг Чатем (названный ими Рекоху), где превратились в народ мориори с отдельной культурой. Мориори были почти полностью уничтожены в 1835—1862 годах в результате завоевания маори из иви Таранаки и болезней, завезённых европейцами. В 1862 году в живых остался всего 101 мориори, а последний известный чистокровный мориори — Томми Соломон — умер в 1933 году.

## Колониальный период
Первые европейцы, достигшие Новой Зеландии, прибыли на корабле вместе с нидерландцем Абелем Тасманом в 1642 году. В результате стычек с местными четверо членов команды оказались убиты, а как минимум один маори оказался ранен картечью. Следующий визит европейцев состоялся только в 1769 году: британский исследователь Джеймс Кук нанёс на карты почти всю береговую линию островов. Вслед за Куком Новую Зеландию посетило множество европейских и североамериканских китобоев и охотников на тюленей, а также торговых кораблей, менявших пищу, металлические инструменты, оружие и другие товары на лес, продукты питания, артефакты и воду. Эти торговцы принесли маори картофель и мушкет, что коренным образом изменило сельскохозяйственный и военный уклад этого народа. Картофель стал надёжным источником пищи, позволившим проводить более длинные военные кампании. В результате межплеменных мушкетных войн, объединивших более 600 битв в 1801—1840 годах, было убито от 30 до 40 тысяч маори. С начала XIX века в Новой Зеландии начали селиться христианские миссионеры, обратившие большинство аборигенов в свою веру. В XIX веке автохтонное население страны сократилось до 40 % доконтактного уровня, основным фактором этого были завезённые болезни.

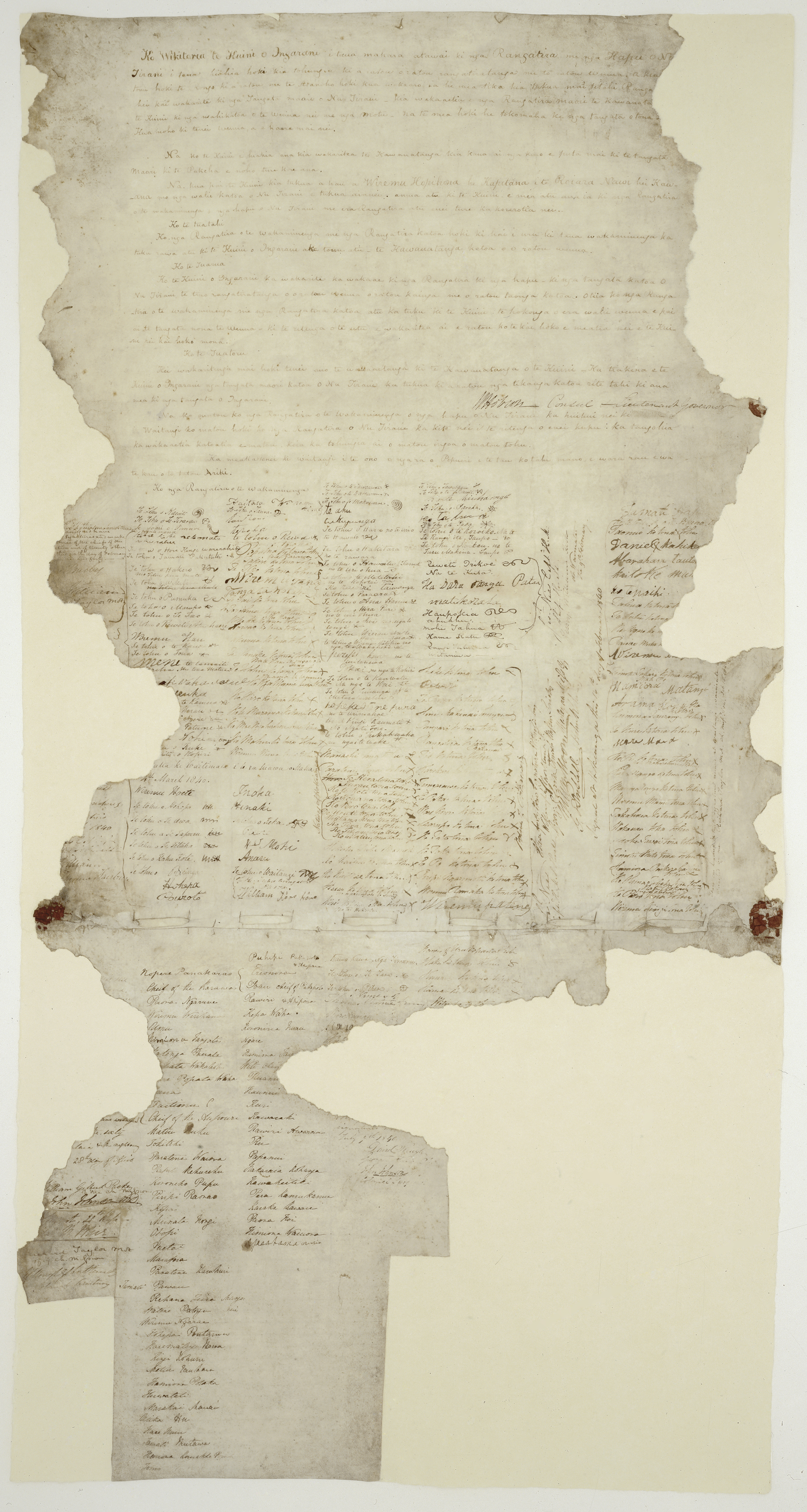
Копия Договора Вайтанги

В 1788 году капитан Артур Филлип принял пост губернатора новой британской колонии Нового Южного Уэльса, включавшей в то время и Новую Зеландию. Британское правительство назначило Джеймса Басби британским резидентом в Новой Зеландии в 1832 году после получения петиции от северных маори. Тремя годами позже, узнав о появлении французского поселения Шарля де Тьерри, конфедерация племён маори послала королю Вильгельму IV декларацию независимости, прося защиты. Волнения, предложение о поселении в Новой Зеландии Новозеландской компании, к тому времени уже отправившей корабль к островам для приобретения земель у маори, и неоднозначный юридический статус декларации независимости заставили министерство по делам колоний отправить капитана Уильяма Гобсона в Новую Зеландию для установления там британского суверенитета и подписания соглашения с маори. Договор Вайтанги был подписан в заливе Бей-оф-Айлендс 6 февраля 1840 года. В ответ на попытки Новозеландской компании создать независимое поселение в Веллингтоне и французских поселенцев приобрести земли в Акароа Гобсон провозгласил британский суверенитет над всей Новой Зеландией 21 мая 1840 года, хотя к тому моменту не все копии Договора были подписаны маори. После этого количество иммигрантов, особенно британских, начало расти.

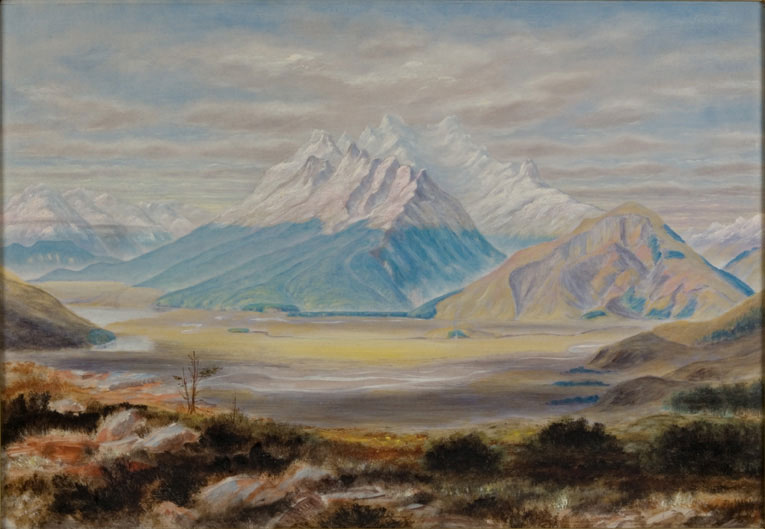
Картина с изображением горы Эрнсло, Джон Томсон, холст, масло, 1888

Новая Зеландия стала отдельной от Нового Южного Уэльса одноимённой колонией 1 июля 1841 года. В 1852 году колония получила представительское правительство, а двумя годами позднее впервые собрался первый парламент. В 1856 году колония получила самоуправление, и все внутренние вопросы, кроме политики в отношении туземного населения, решались там самостоятельно. Контроль над колониальной политикой Новая Зеландия получила в середине 1860-х годов. Опасаясь, что Южный остров может захотеть сформировать отдельную колонию, глава колонии Альфред Дометт выпустил постановление о переносе столицы из Окленда в пролив Кука. Веллингтон был избран новой столицей за расположение в центре страны и удобную бухту. Парламент впервые провёл заседание в Веллингтоне в 1865 году. С увеличением количества мигрантов вспыхнули конфликты за землю, вылившиеся в новозеландские земельные войны 1860-х — 1870-х годах, в результате которой у маори было конфисковано множество земель.
В 1891 году к власти в стране пришла первая политическая партия — Либеральная партия под председательством Джона Балланса. Либеральное правительство, позже возглавленное Ричардом Седдоном, приняло множество важных социоэкономических законов. В 1893 году Новая Зеландия стала первой в мире страной, предоставившей всем женщинам право голоса, а в 1894 впервые в мире приняла закон о порядке разрешения споров между работодателями и профсоюзами. В 1898 году правительство Седдона приняло закон о пенсиях по старости, ставший первым в Британской империи.
В 1907 году по запросу парламента Новой Зеландии король Эдуард VII провозгласил её доминионом Британской империи, что отражало её фактическое самоуправление. Вестминстерский статут был ратифицирован в 1947 году, он вывел Новую Зеландию из-под обязательного действия решений британского парламента.

## Современная история

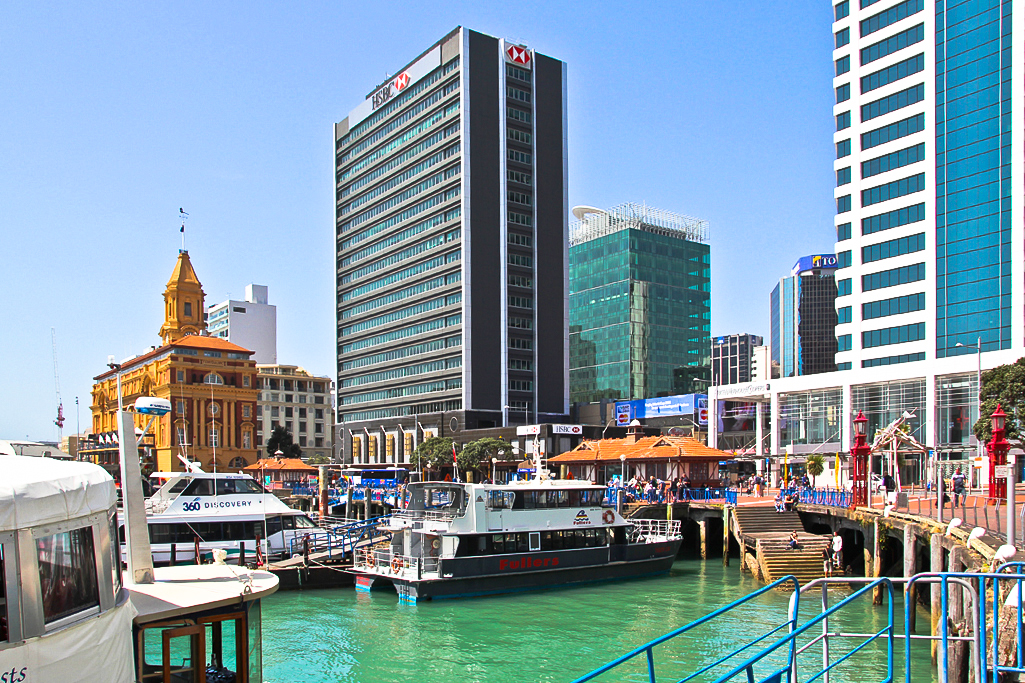
Набережная центральной части Окленда.

Новая Зеландия участвовала в мировой политике, приняв участие в Первой и Второй мировых войнах как часть Британской империи, а также пострадала от Великой депрессии. В результате депрессии было избрано первое лейбористское правительство и началось строительство государства всеобщего благосостояния с протекционистской экономикой. Процветание Новой Зеландии началось после окончания Второй мировой войны, тогда же маори начали перемещаться в города из деревень в поисках работы. Возникло протестное движение маори, критикующее Европоцентризм и занимающееся такими вопросами, как увеличение известности культуры маори и урегулирование споров о договоре Вайтанги. В 1975 году был организован трибунал Вайтанги, целью которого было расследование предполагаемых нарушений условий договора, а десятью годами позже было вынесено решение. Правительство утверждает об окончании урегулирования споров со многими иви, однако уже в 2000-х годах возникли трения относительно принадлежности приливной полосы берега и морского дна.
В 1987 году Новая Зеландия впервые в мире законодательно провозгласила свою территорию безъядерной зоной. В результате принятия данного статуса Новая Зеландия ввела запрет на вход в свои территориальные воды кораблей с ядерным оружием на борту и с ядерными силовыми установками, что существенно ограничило возможность захода кораблей Военно-морских сил США в порты Новой Зеландии.
В апреле 2013 года в стране были легализованы однополые браки.
Новая Зеландия продолжает развиваться как независимая демократическая страна и активная участница международных экономических и политических отношений, уделяющая особое внимание развитию и укреплению взаимоотношений среди стран Тихоокеанско-Азиатского региона.
15 марта 2019 года произошёл крупнейший теракт в истории страны: массовые расстрелы в мечетях города Крайстчерч. В результате атаки погибло 50 человек. Нападение осуществили ультраправые радикалы, недовольные иммиграционной политикой Австралии и Новой Зеландии.

## Исторические даты Новой Зеландии
- 1642, 13 декабря — Голландский мореплаватель Абел Тасман первым из европейцев увидел берега Новой Зеландии. Это было западное побережье Острова Южный.
- 1769, 6 октября — С борта корабля, под управлением британского мореплавателя Джеймса Кука увидели берега Новой Зеландии.
- 1769, 8 октября — Члены экспедиции Джеймса Кука высадились на берег Новой Зеландии. Джеймс Кук провозглашает эти земли собственностью короля Георга III.
- 1773 — Вторая экспедиция Джемса Кука посещает Новую Зеландию.
- Начало XIX в. — в результате импорта огнестрельного оружия между местными племенами происходят Мушкетные войны.
- 1814 — Организовано первое христианское миссионерское поселение.
- 1815 — В стране родился первый младенец европейских поселенцев.
- 1820 — Ои Хика, вождь одного из племён маори, первый вождь этого народа, посетивший Великобританию.
- 1821 — Начало войны, получившей название «мушкетная».
- 1823 — Юрисдикция британской колонии Новый Южный Уэльс расширена на британских граждан, проживающих в Новой Зеландии.
- 1834 — «Конфедерация Объединённых Племен» (англ: Confederation of United Tribes), состоящая из 34 племен маори, подписывают «Декларацию независимости Новой Зеландии» (англ: Declaration of Independence of New Zealand). Позднее к ним присоединяются ещё 18 племен.
- 1840 — Первые поселенцы основывают Порт-Николсон в районе поселения маори Te Whanganui a Tara. Позднее на этом месте возникает город Веллингтон, столица современной Новой Зеландии. Подписан Договор Вайтанги, согласно которому маори отказались от борьбы за независимость в обмен на признание их прав центральным правительством.
- 1845 — Война за флагшток (окончилась в следующем году)
- 1846 — В воды Новой Зеландии приходит первый пароход.
- 1846 — Утверждён первый «Новозеландский конституционный указ» (англ: New Zealand Constitution Act).
- 1848 — В стране разведано первое месторождение каменного угля.
- 1848 — Сильнейшее землетрясение практически разрушает город Веллингтон.
- 1852 — Утверждается второй «Новозеландский конституционный указ» (англ: New Zealand Constitution Act), закрепляющий создание Генеральной Ассамблеи и 6 провинций с выборной формой правления.
- 1854 — Открытие в Окленде первого заседания Генеральной Ассамблеи Новой Зеландии.
- 1858 — Избирается первый Король маори, взявший после коронации имя Потатау I (маори Pōtatau I).
- 1859 — В стране открыты первые месторождения золота.
- 1861 — Создан «Банк Новой Зеландии» (англ: Bank of New Zealand), существующий и по сей день.
- 1862 — Открыта первая линия электрического телеграфного сообщения внутри страны.
- 1862 — Новая Зеландия открывает экспорт золота. Первая партия золота, добытого в Новой зеландии, отправляется в Лондон.
- 1863 — Открывается первая железнодорожная линия с локомотивами на паровой тяге.
- 1865 — Место заседания правительства страны перенесено из Окленда в Веллингтон.
- 1866 — Проложен телеграфный кабель через пролив Кука.
- 1870 — Последние подразделения вооружённых сил Великобритании покидают Новую Зеландию.
- 1873 — Организована «Новозеландская пароходная компания» (англ: New Zealand Shipping Company).
- 1874 — В стране построен первый пароход.
- 1876 — Проложен кабель телеграфного сообщения, соединивший Новую Зеландию с Австралией.
- 1877 — Принятие «Указа об образовании» (англ: Education Act), провозгласившего обязательное, бесплатное светское образование в стране.
- 1881 — Крушение судна «Тараруа», унесло 131 человеческую жизнь и стало одной из крупнейших катастроф страны.
- 1882 — Первой поставкой мороженого мяса на рефрижераторном судне «Данедин», отправившемся к Британским островам, начат экспорт мяса из страны, одна из основных отраслей современной экономики Новой Зеландии.
- 1883 — Организована первая прямая пароходная линия между портами Новой Зеландии и Великобритании.
- 1886 — В стране открыты первые нефтяные месторождения.
- 1890 — Всё мужчины страны получили равные избирательные права по достижении избирательного возраста.
- 1892 — создан Парламент маори, представляющий интересы коренного населения перед центральными властями. Мери Те Таи Мангакахиа, жена главы парламента, выступила с требованием предоставления женщинам избирательных прав. Премьер-министром избран Ричард Седдон — один из наиболее эффективных новозеландских политиков за всю историю страны.
- 1893 — Всем женщинам страны предоставлены равные избирательные права, таким образом Новая Зеландия стала первым государством в мире, предоставившим всем своим гражданам избирательное право.
- 1896 — Состоявшаяся в стране перепись установила население страны равным 743 214 человек.
- 1896 — Организован первый в стране публичный просмотр кинематографа.
- 1898 — В страну ввезён первый автомобиль.
- 1899 — Армейские подразделения Новой Зеландии отправляются для оказания помощи Великобритании в ведении войны в Южной Африке. Это событие стало первой зарубежной войной в истории Новой Зеландии.
- 1901 — Новая Зеландия аннексирует Острова Кука.
- 1902 — Парламент маори самораспустился, маори приняли решение о сотрудничестве с центральными властями.
- 1905 — Состоялся первый тур национальной команды Новой Зеландии по регби в Великобритании. Именно тогда команда получила своё, сохранившееся до сего дня, название «Олл Блэкс» (англ: All Blacks).
- 1907 — Сильнейший пожар разрушает здание Парламента.
- 1908 — Население Новой Зеландии переваливает за отметку одного миллиона жителей.
- 1909 — В стране введена обязательная военная подготовка.
- 1914 — Новозеландские армейские подразделения отправляются в Египет, так начинается военное участие Новой Зеландии в 1-й мировой войне. См. также Новая Зеландия в Первой мировой войне.
- 1918 — Эпидемия гриппа уносит жизни 8500 людей.
- 1920 — По решению Лиги Наций Новая Зеландия получает мандат на управление Западным Самоа.
- 1935 — Положено начало регулярным пассажирским авиаперевозкам между двумя основными островами Новой Зеландии.
- 1936 — В Новой Зеландии вводится 40-часовая рабочая неделя.
- 1939 — Новая Зеландия объявляет войну Германии. Уже через несколько дней после объявления войны лётчики Новой Зеландии начинают своё участие в боевых действий в небе Великобритании.
- 1940 — Первые подразделения Новозеландского Экспедиционного Корпуса отправляются на Ближний Восток.
- 1940 — Новая Зеландия объявляет войну Италии.
- 1942 — В стране введено нормирование продажи продовольствия в связи с его нехваткой в результате военных действий в мире.
- 1950 — Армейские подразделения и корабли Военно-морских сил Новой Зеландии отправляются для участие в войне на Корейском полуострове.
- 1953 — Новозеландский путешественник Эдмунд Хилари покоряет высочайшую вершину мира, гору Эверест.
- 1957 — Новая Зеландия организует собственную базу исследований в Антарктиде.
- 1958 — Построена первая геотермальная электростанция.
- 1960 — В Окленде открывается регулярное телевещание.
- 1964 — Население Окленда, крупнейшего города страны, превысило пол-миллиона человек.
- 1965 — Армейские подразделения Новой Зеландии отправляются во Вьетнам.
- 1969 — Минимальный возрастной порог для избирателей снижен до 20 лет.
- 1973 — Население Новой Зеландии достигает трёх миллионов человек.
- 1975 — Открывается второй канал национального телевидения.
- 1981 — Новозеландская оперная певица Кири Те Канава исполняет арию на свадьбе Принца Чарльза и Дианы Спенсер. Трансляцию слушала аудитория в 600 млн человек по всему миру.
- 1985 — Новая Зеландия принимает безъядерный статус и вводит запрет на вход в свои территориальные воды кораблей с ядерным вооружением и ядерными энергетическими установками, что приводит к значительному охлаждению отношений с США.
- 1986 — Принятие «Конституционного Указа» (англ: Constitution Act) сделало наконец невозможным для парламента Великобритании принятие законодательных актов, обязательных в Новой Зеландии.
- 1987 — Язык маори признаётся вторым (вместе с английским языком) государственным языком страны.
- 1989 — Начинает вещание третий общенациональный канал телевидения.
- 1994—250 военнослужащих Новой Зеландии отправлены в Боснию.

## Высшая власть

### Верховные вожди (Южный остров)
- ок. 1770 — Те Ранги Туамототору
- конец XVIII века — Те Вакаити
- ок. 1800 — Хереа Те Хеухеу Тукино I
- ? — Тохунга Паипахоу
- ок. 1820—1846 — Манануи Те Хеухеу Тукино II
- 1846—1862 — Ивикау Те Хеухеу Тукино III
- 1862—1888 — Хоронуку Те Хеухеу Тукино IV
- 1888—1921 — Туреити Те Хеухеу Тукино V
- 1921—1944 — Хоани Те Хеухеу Тукино VI
- 1944—1997 — Хепи Те Хеухеу Тукино VII
- с 1997 — Туму Те Хеухеу Тукино VIII